# Лал-и Пашто
Лал-и Пашто (перс. لعل پیاده‎) — исторический драгоценный камень, красная благородная шпинель, которая на данный момент экспонируется в Национальной сокровищнице Центрального Банка Ирана. Её масса составляет 270 карат. На нижней стороне камня есть семь гравировок с именами владельцев, среди которых имя могольского падишаха Джахангира. Это свидетельствует о том, что Лал-и Пашто некогда находился в руках династии Великих Моголов и был захвачен Надир-шахом во время его Индийского похода при разграблении Дели. Впоследствии Надир-шах носил этот камень на нарукавной повязке.
Название камня переводится, как «шпинель пехотинца». Оно может быть связано с традиционной восточной классификацией шпинели по качеству, которая выделяет классы пехотинцев, всадников, везиров, амиров и так далее, до «королевского камня».